# Альфред Кубін
А́льфред Ку́бін (Альфред Леопольд Ізидор Кубін, нім. Alfred Leopold Isidor Kubin; 10 квітня 1877, Лейтмериц, нині Літомержіце, Богемія — 20 серпня 1959, Вернштайн-на-Інні) — австрійський графік, письменник і книжковий ілюстратор.

## Біографія
Народився 10 квітня 1877 року в Лейтмериці (нім. Leitmeritz) (Австро-Угорщина, нині Літомержіце в Чехії). Виріс у заможній католицькій родині. Після безуспішних спроб зробити з сина державного службовця або військового батько виділив Кубіну спадщину, що дозволило йому переїхати в 1898 році до Мюнхену і отримати художню освіту. 2 травня 1899 року Кубін був зарахований в королівську академію мистецтв на курс живопису Ніколауса Гизиса. Однак незабаром він кинув навчання.
Кубін багато подорожував (Відень, Прага, Париж, Італія, Балкани), а з 1906 року і до кінця життя оселився у власному замку Цвікледт поблизу Вернштейна на річці Інн, де і прожив до кінця своїх днів разом зі своєю дружиною Хедвіг Грюндлер, сестрою письменника Оскара А. Г. Шміца. Серед друзів і близьких знайомих Кубіна — Е. Мунк, П. Клеє,В. Кандинський, Ф. Марк, Г. Майринк,Ф. Кафка, Ф. фон Херцмановски-Орландо.

## Творчість
З 1898 року Кубін проживав у Мюнхені, де відвідував приватну художню школу Людвіга Шмідта-Ройте. У своїх творах Кубін зображав фантастичні сновидіння, що виконуються з нервовим веденням штриха. Надихали Кубіна у творчості візіонерські та символічні роботи Франсіско Гойї, Джеймса Енсора, Оділона Редона, Едварда Мунка і Макса Клінгера. У 1902 році відбулася перша виставка картин в Берліні, в 1903 році — публікація першого альбому. Ранній стиль Кубіна-художника характеризується злиттям елементів югенд-стилю з фантастичним візіонерством, у якому виявляється «бунтівна міць пророчого бачення» (П. Ф. Шмідт).
У Цвікледті з'явився на світ фантастичний роман Кубіна «Інший бік», який був виданий в 1909 році з численними ілюстраціями автора. Кубін описує в книзі світ галюцинацій і видінь кінця світу. В свій світ сновидінь головну дійову особу роману (графіка за фахом, як і Кубіна) запросив його шкільний товариш. У цьому світі він проводить три роки. Початкове захоплення довкіллям змінюється, зрештою, огидою. У тому ж 1909 році Кубін разом з Василем Кандинським, Олексієм Явленським, Адольфом Ербсле, Габріелою Мюнтер, Маріанною Верьовкіною і Карлом Хофером став співзасновником «Нового мюнхенського мистецького об'єднання», що стало попередником «Синього вершника», і брав участь у його першій виставці у 1911 році. Альфред Кубін переважно працював у графіці.
З 1928 року Кубін перебував у листуванні з Карлом Рессінгом і Германом Гессе.
Він виконав ілюстрації до 60 книг, серед яких твори Ф. М. Достоєвського і Едгара По, опублікував альбоми друкованої графіки (1921 «На краю життя», 1918 «Танок смерті», 1941 «Пригоди малювального пера»). У його творчому доробку тисячі малюнків пером.
Кубін помер 20 серпня 1959 року в Цвікледті, похований на кладовищі Вернштайна. Його твори зберігаються в Державному графічному збірнику у віденській Альбертіні та у Верхньоавстрійському музеї в Лінці.

## «Інший бік»
Особливе місце в історії німецькомовної літератури придбав перший роман Кубіна «Інший бік» («Die andere Seite», 1909), який деякі дослідники називають «ключовим твором сучасної літератури» (В. Кирмаєр-Дебре). Цей «фантастичний роман» був написаний за три місяці, ще місяць Кубін вжив на створення п'ятдесяти ілюстрацій, які вважав найбільш важливою частиною твору, розглядаючи текст лише як «рамкову конструкцію у романній формі, що виконує функцію коментаря до малюнках». Цю книгу можна розглядати в руслі кількох жанрових традицій: роман — подорож, роман — виховання, філософський роман, антиутопія, роман-метафора, роман абсурду, роман-апокаліпсис. Не меншу складність представляє аналіз стилю роману, широта панелі якого простягається від сухого і протокольно точного журналістського репортажу до експресивно розірваного, емоційно перенасиченого потоку вражень героя, який перебуває на межі божевілля (він пише свої записки після кількох років перебування в психлікарні). Чергування ракурсів і інтонацій оповідання підкреслює суб'єктивність світосприйняття людини, залежність його суджень і поглядів на світ від мінливих емоційно-психічних станів. Автор демонструє в романі різні ступені суб'єктивізації світосприйняття, як залежні, так і не залежні від героя. У «царстві мрій і сновидінь» герой стикається з «іншим боком»: назва роману співвідноситься і з реальною дійсністю, і з людською психікою, і автора цікавить, насамперед, їх нерозривний зв'язок і взаємозалежність.

## Галерея

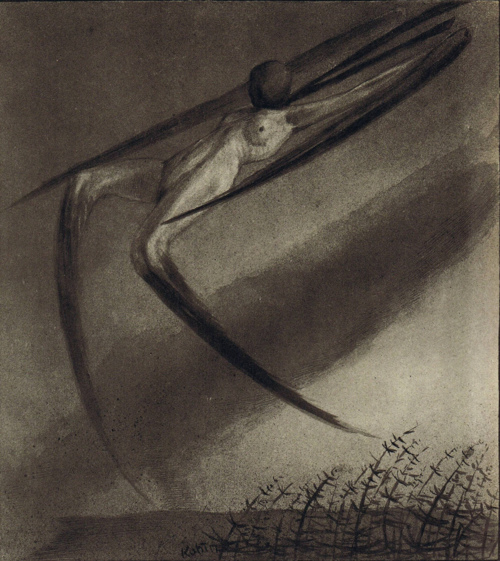
«Сон відвідує нас щоночі», 1900
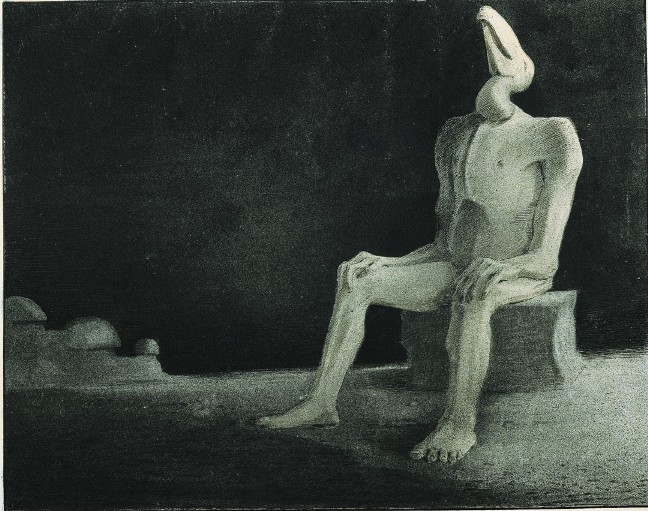
«Забуте минуле проковтнуто», 1901
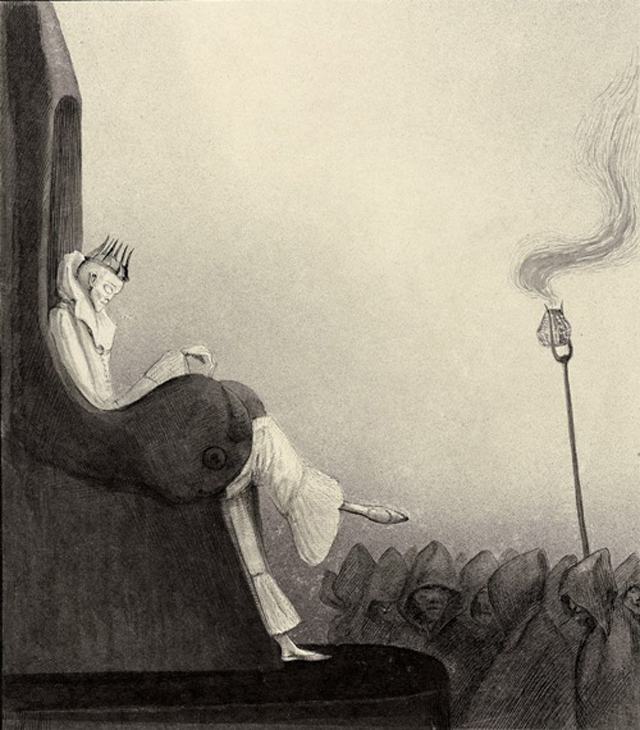
«Останній король», 1902
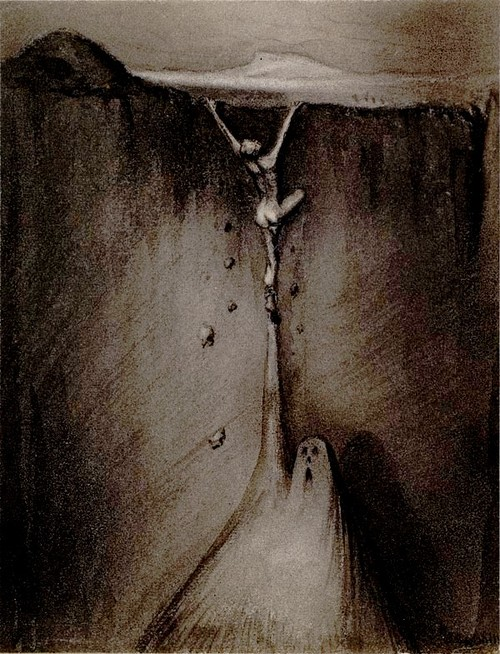
«Ангст», 1903
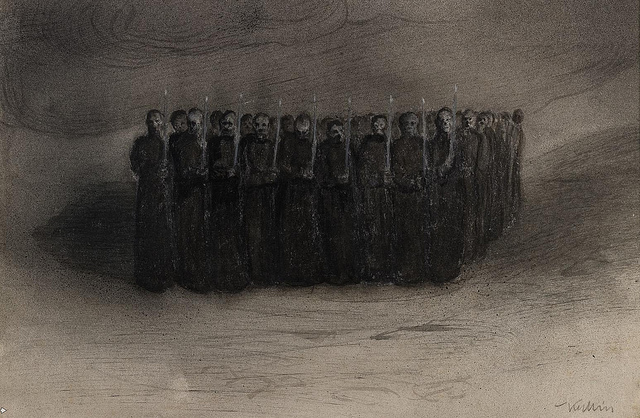
«Чорна меса», 1905

## Цікаві факти
- Альфред Кубін є одним з героїв оповідання «Сонячний удар» німецького письменника Густава Майрінка. В оповіданні художник сперечається з автором про існування диявола.
- Альфред Кубін зображений на австрійській поштовій марці 1977 року.